# Howard Greer
Howard Greer (Rushville, 16 aprile 1896 – Culver City, 7 aprile 1974) è stato un costumista e stilista statunitense.

## Biografia
Nel 1916, Greer cominciò la sua carriera a Chicago alla maison Lucile di Lady Duff Gordon lavorando per lei sia a Chicago che a New York. Prese parte, poi, alla prima guerra mondiale. Alla fine del conflitto, rimase in Europa, dove continuò a lavorare nel settore della moda ancora per Lucile, ma anche per Paul Poiret e per Molyneux. Dal 1918 al 1921, disegnò abiti e costumi per spettacoli teatrali parigini e londinesi, scrivendo ogni mese di moda per il Theatre Magazine e disegnando schizzi per gli articoli di moda che apparivano sui giornali che appartenevano alla Chicago Tribune.
Ritornato negli Stati Uniti, a Broadway creò i costumi per la rivista musicale The Greenwich Village Follies. Nel gennaio 1923, andò a Hollywood dove collaborò con Clare West, la costumista della Famous Players-Lasky Corporation, al kolossal di Cecil B. DeMille, I dieci comandamenti. Quando, poco tempo dopo, la West lasciò lo studio, Greer prese il suo posto, diventando chief designer della compagnia.

## Galleria d'immagini

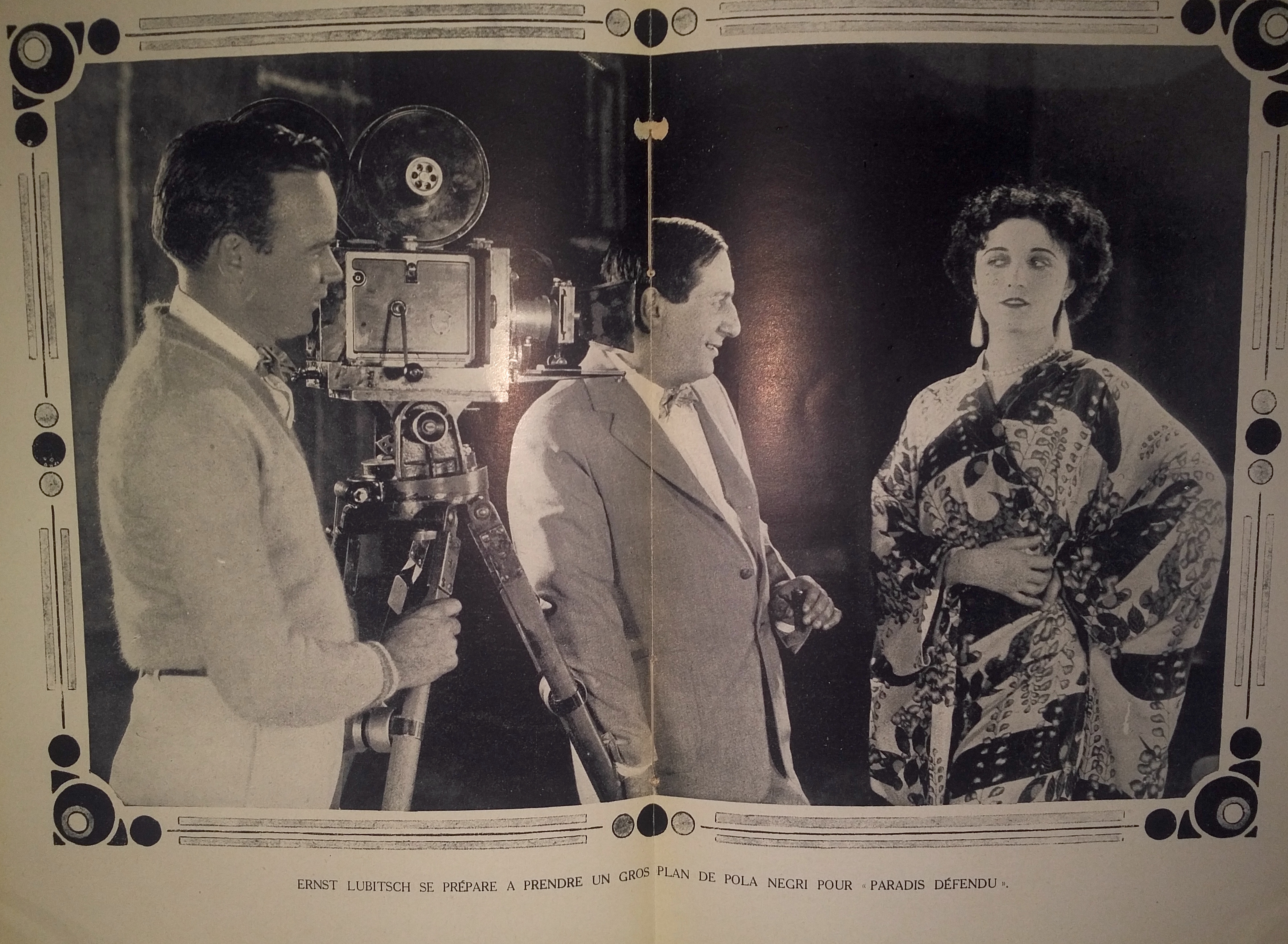
Ernst Lubitsch e Pola Negri sul set (La zarina, 1924)
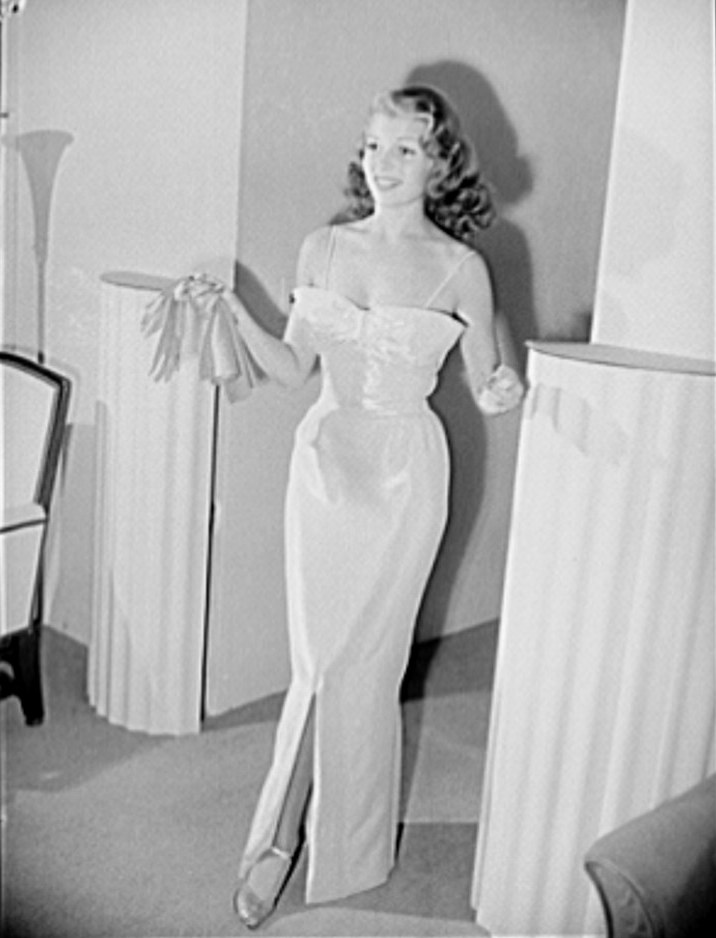
Lamè rosa e argento per Rita Hayworth (1941)
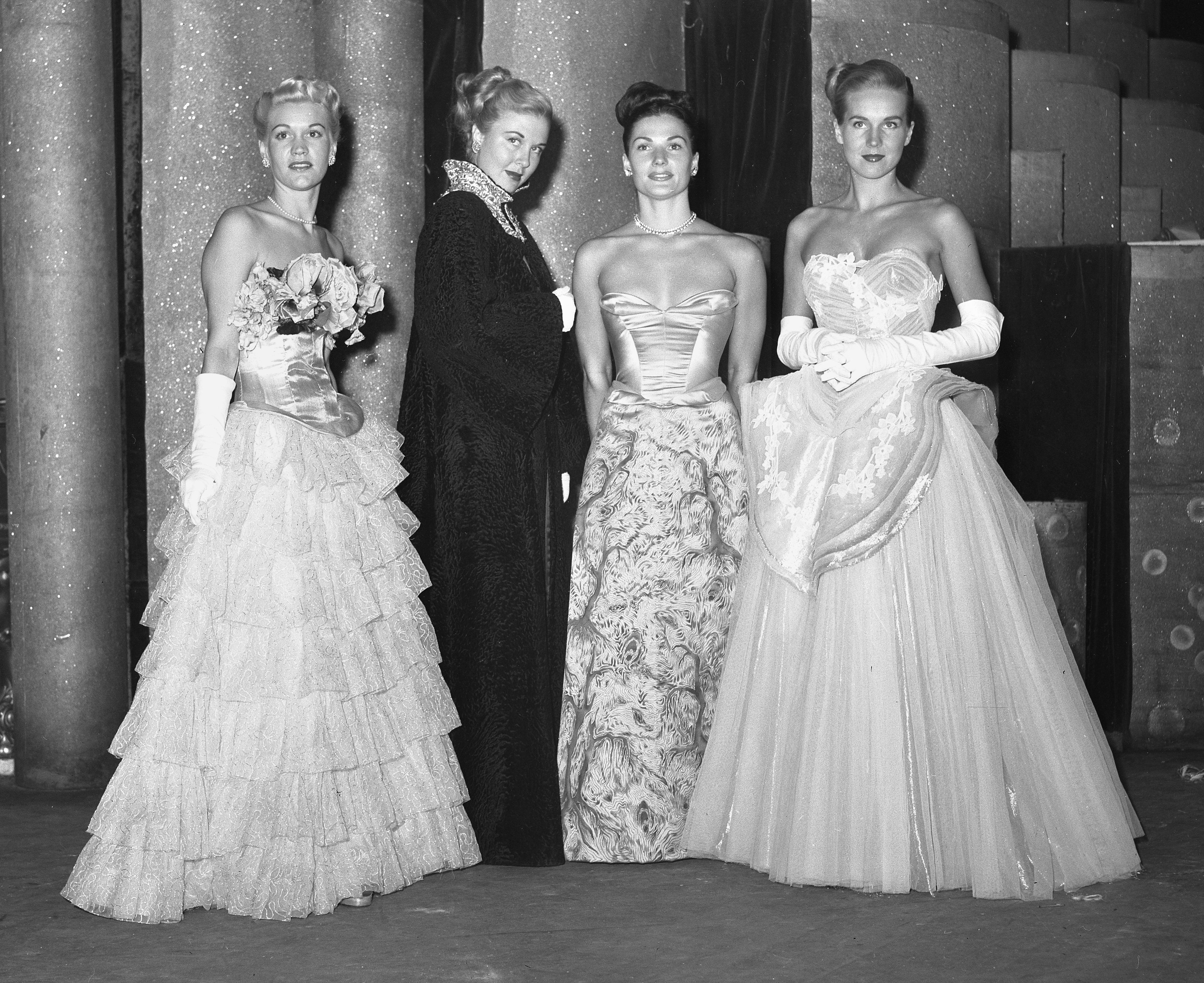
Abiti da sera di Dorothy O'Hara, Orry-Kelly, Al Teitelbaum e Howard Greer (1947)

## Filmografia
- The White Flower, regia di Julia Crawford Ivers (1923)
- I pionieri (The Covered Wagon), regia di James Cruze (1923)
- The Glimpses of the Moon, regia di Allan Dwan (1923)
- Souls for Sale, regia di Rupert Hughes (1923)
- Triste presagio (Bella Donna), regia di George Fitzmaurice (1923)
- La vampa (The Cheat), regia di George Fitzmaurice (1923)
- La gitana  (The Spanish Dancer), regia di Herbert Brenon (1923)
- I dieci comandamenti (The Ten Commandments), regia di Cecil B. De Mille (1923)
- Lily of the Dust, regia di Dimitri Buchowetzki (1924)
- The Female, regia di Sam Wood (1924)
- La zarina (Forbidden Paradise), regia di Ernst Lubitsch (1924)
- Peter Pan, regia di Herbert Brenon (1924)
- Locked Doors, regia di William C. de Mille (1925)
- All'ombra delle pagode (East of Suez), regia di Raoul Walsh (1925)
- New Lives for Old, regia di Clarence G. Badger (1925)
- The Goose Hangs High, regia di James Cruze (1925)
- Il figliol prodigo (The Wanderer), regia di Raoul Walsh (1925)
- Are Parents People?, regia di Malcolm St. Clair (1925)
- The Trouble with Wives, regia di Malcolm St. Clair (1925)
- Mannequin, regia di James Cruze (1926)
- Lei e l'altra (Good and Naughty), regia di Malcolm St. Clair (1926)
- L'ultimo addio (Hotel Imperial), regia di Mauritz Stiller (1927)
- Moglie senza chich (French Dressing), regia di Allan Dwan (1927)
- Il fidanzato di cartone (The Cardboard Lover), regia di Robert Z. Leonard (1928)
- Coquette, regia di Sam Taylor (1929)
- Ombre sul cuore (Wonder of Women), regia di Clarence Brown (1929)
- Oro (Wall Street), regia di Roy William Neill (1929)
- La crociera del folle (The Ship from Shanghai), regia di Charles Brabin (1930)
- Prince of Diamonds, regia di Karl Brown (1930)
- Soldiers and Women, regia di Edward Sloman (1930)
- Gli angeli dell'inferno (Hell's Angels), regia di Howard Hughes (1930)
- Hollywood Speaks, regia di Edward Buzzell (1932)
- The Animal Kingdom, regia di Edward H. Griffith (1932)
- La falena d'argento (Christopher Strong), regia di Dorothy Arzner (1933)
- Ann Vickers, regia di John Cromwell (1933)
- Thirty Day Princess, regia di Marion Gering (1934)
- Dressed to Thrill, regia di Harry Lachman (1935)
- Gioia di vivere (Merrily We Live), regia di Norman Z. McLeod - abiti per Miss Burke (1938)
- Girandola (Carefree), regia di Mark Sandrich - abiti per Miss Rogers (1938)
- Susanna! (Bringing Up Baby), regia di Howard Hawks (1938)
- Vigilia d'amore (When Tomorrow Comes), regia di John M. Stahl - abiti per Irene Dunne (1939)
- Un grande amore (Love Affair), regia di Leo McCarey (1939)
- La ragazza della quinta strada (5th Ave Girl), regia di Gregory La Cava (1939)
- Le mie due mogli (My Favorite Wife), regia di Garson Kanin (1940)
- Quella notte con te (Unfinished Business), regia di Gregory La Cava (1941)
- La nave della morte (Follow the Boys), regia di A. Edward Sutherland (1944)
- Vacanze di Natale (Christmas Holiday), regia di Robert Siodmak (1944)
- Sinceramente tua (Practically Yours), regia di Mitchell Leisen (1944)
- Io ti salverò (Spellbound), regia di Alfred Hitchcock (1945)
- Due pantofole e una ragazza (Lady on a Train), regia di Charles David (1945)
- Nessuno ti avrà mai (The Madonna's Secret), regia di Wilhelm Thiele (1946)
- Ladra di cuori (Heartbeat), regia di Sam Wood - abiti per Miss Rogers (1946)
- Tu partirai con me (Holiday Affair), regia di Don Hartman (1949)
- Il suo tipo di donna (His Kind of Woman), regia di John Farrow, Richard Fleischer (1951)
- La città del piacere (The Las Vegas Story), regia di Robert Stevenson (1952)
- So che mi ucciderai (Sudden Fear), regia di David Miller (1952)
- La linea francese (The French Line), regia di Lloyd Bacon (1954)

## Spettacoli teatrali
- The Greenwich Village Follies (1922) (Broadway, 12 settembre 1922)